# Slane Castle
Lo Slane Castle (in gaelico irlandese Caisleán Bhaile Shláine) è un castello situato nel villaggio di Slane, nella contea di  Meath in Irlanda.

## Storia

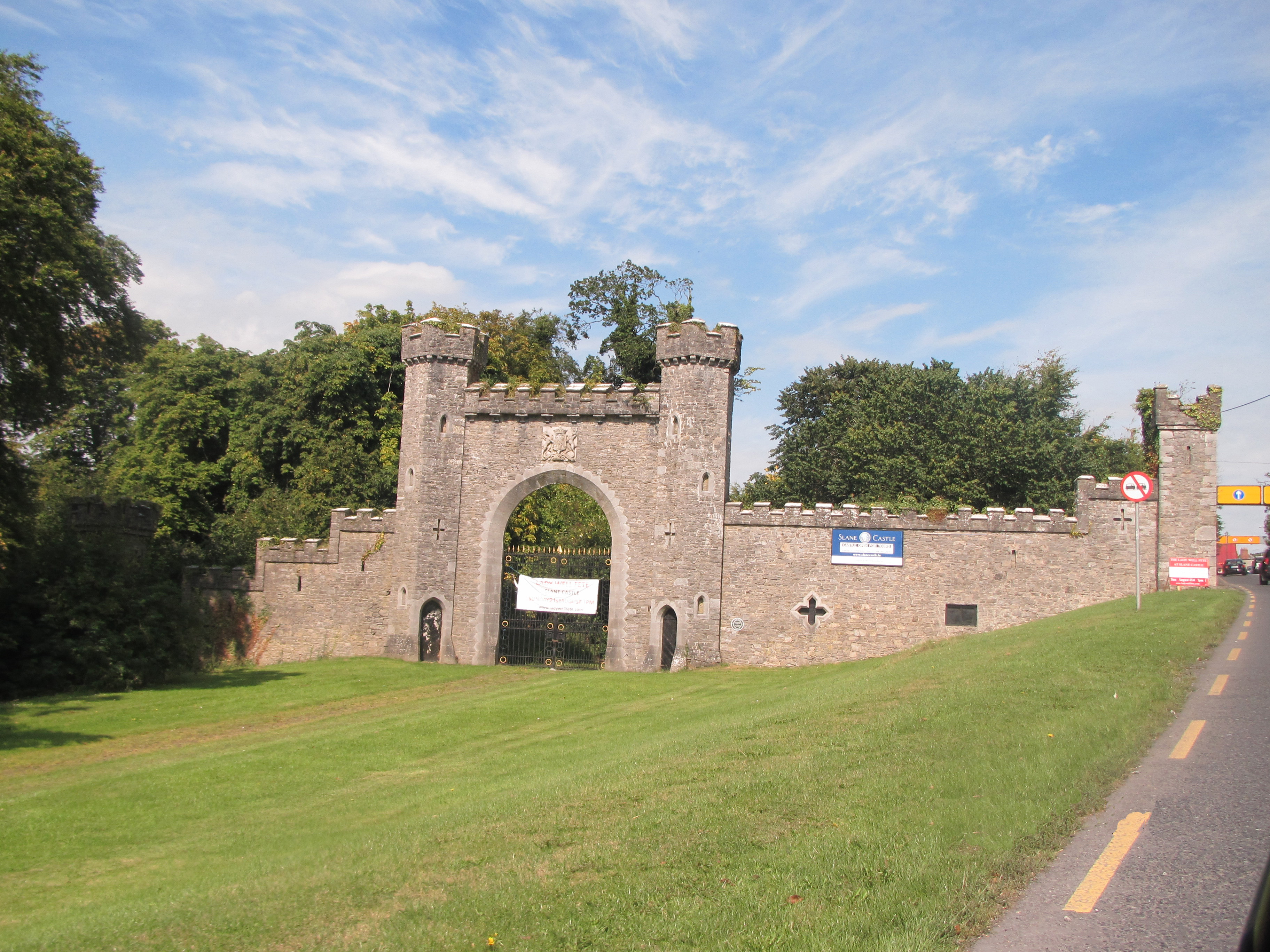
Le mura

Situato nella valle del Boyne rivolto verso l'omonimo fiume, lo Slane Castle nel suo aspetto attuale è stato ristrutturato sotto la direzione di William Burton Conyngham (la cui famiglia di origine scozzese si è insediata in Irlanda nel 1611), assieme a suo nipote Marquess Conyngham.
Fino al 1701 il Castello è appartenuto ai Conyngham, costretti a rinunciare alla proprietà in seguito alle Williamite Confiscations di quello stesso anno. Lo Slane è quindi passato nelle mani dei Flaming, una famiglia cattolica aristocratica di origine anglo-normanna che preferì poi cederlo ad un'ennesima famiglia: i Jacobite.
Nel 1785 è stata avviata la ricostruzione, principalmente realizzata ad opera di James Gandon e James Wyatt. Mentre si devono a Francis Johnston i cancelli in stile gotico che si affacciano sulla Mill Hill.
Nel 1991 un vasto incendio danneggia la parte est del castello, quella che si affaccia sul fiume. Dopo un restauro di circa 10 anni, lo Slane Castle ha aperto nuovamente le sue porte al pubblico.

## Il castello nella musica

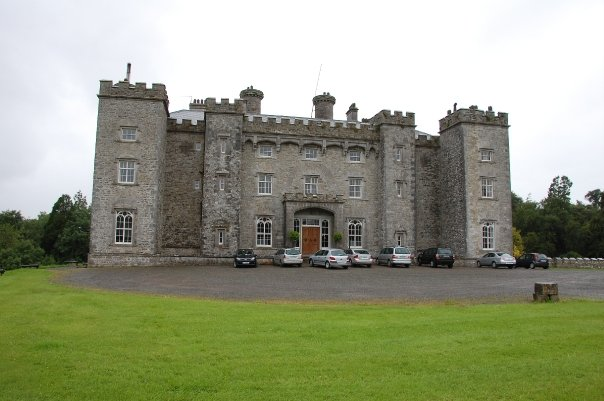
Il fronte

Nel 1984 gli U2 abitarono nel castello per registrare il loro album The Unforgettable Fire. A tal fine adibirono il salotto a studio di registrazione. Inoltre, durante le riprese del videoclip per il lancio del singolo Pride, venne utilizzata anche la sala da ballo.

### I concerti
Dal 1981 il terreno antistante il castello è stato usato spesso per dei concerti. Il suo anfiteatro naturale può ospitare fino a 100 000 persone. Famosi i concerti di artisti come Oasis, Queen, U2, Bon Jovi, Madonna, Guns N'Roses, Rolling Stones, Red Hot Chili Peppers, Metallica, Celtic Woman, Bryan Adams, Eminem, Foo Fighters, Robbie Williams, David Bowie.

## DVD e video
- Bob Dylan: 1984 45 minuti di video pubblico
- Bryan Adams: Live at Slane Castle (DVD)
- Celtic Woman: live at Slane Castle (DVD)
- Foo Fighters: Everywhere but Home (UMD, concerto parziale)
- Guns N' Roses: 1 ora e 51 minuti di video pubblico
- Madonna: I'm Going to Tell You a Secret
- Neil Young: 1993 81 minuti di video pubblico
- Queen: 1986 63 minuti di video pubblico
- Red Hot Chili Peppers: Live at Slane Castle (DVD)
- Robbie Williams: Live at Slane (DVD)
- The Rolling Stones: 2007 1 ora di video pubblico
- U2: U2 Go Home - Live from Slane Castle Ireland (DVD)